# کالج و بیمارستان پزشکی، کلکته

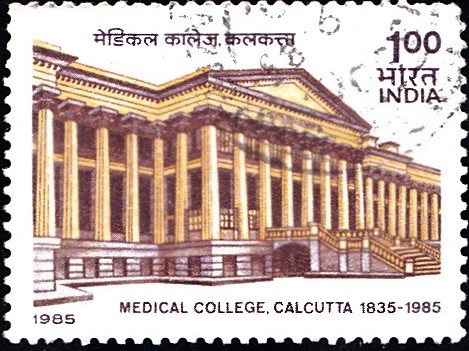
کالج پزشکی، کلکته، یک تمبر هندی ۱۹۸۵

کالج پزشکی کلکته با نام رسمی کالج و بیمارستان پزشکی، کلکته یک دانشکده پزشکی و بیمارستان دولتی در کلکته، بنگال غربی، هند است. این بیمارستان قدیمی‌ترین بیمارستان موجود در آسیا است. این موسسه در ۲۸ ژانویه ۱۸۳۵ توسط لرد ویلیام بنتینک در زمان راج بریتانیا به عنوان کالج پزشکی، بنگال تاسیس شد.
این دانشگاه پس از Ecole de Médicine de Pondichéry قدیمی‌ترین دانشگاه پزشکیِ آموزش پزشکیِ غربی در آسیا است و نخستین کالجی است که در آسیا، تدریس به زبان انگلیسی را آغاز کرد. بیمارستان این دانشکده، بزرگترین بیمارستان در بنگال غربی است. این کالج پس از پنج و نیم سال آموزش پزشکی، گواهینامهٔ لیسانس پزشکی و کارشناسی جراحی (MBBS) را به دانشجویان اعطا می‌کند.

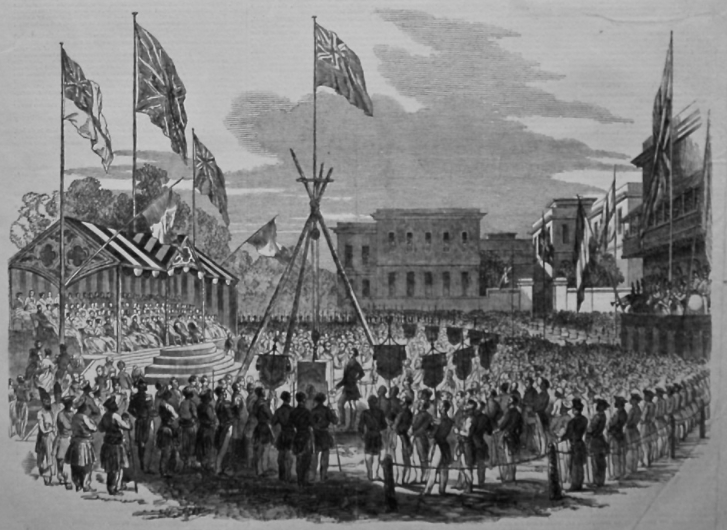
ساختن کالج پزشکی کلکته

## رتبه‌بندی
این کالج در سال ۲۰۱۹ توسط Outlook India در رتبهٔ ۱۹ در میان کالج‌های پزشکی هند قرار گرفت.

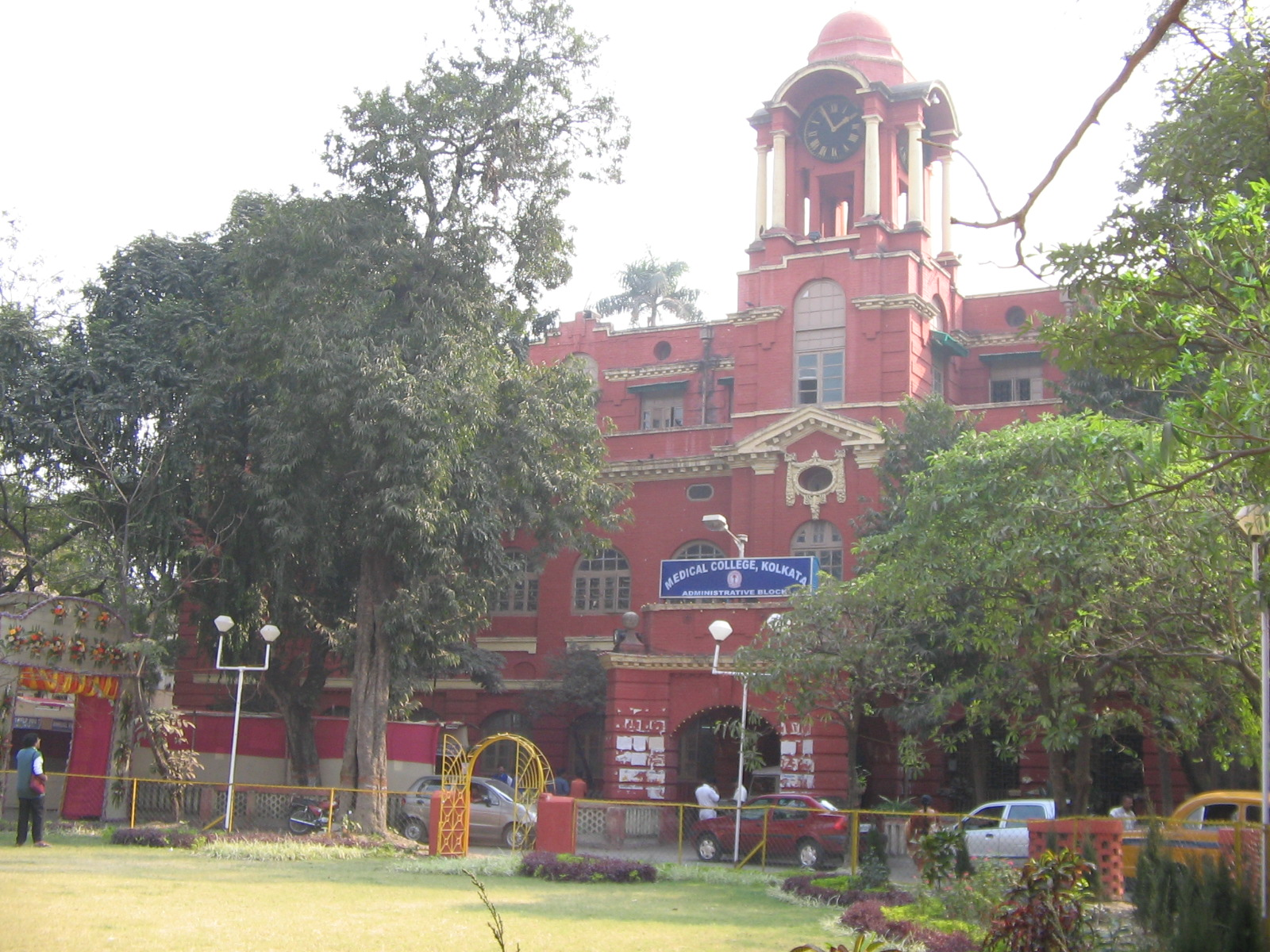
نمای جلوی بلوک اداری

### سیاست

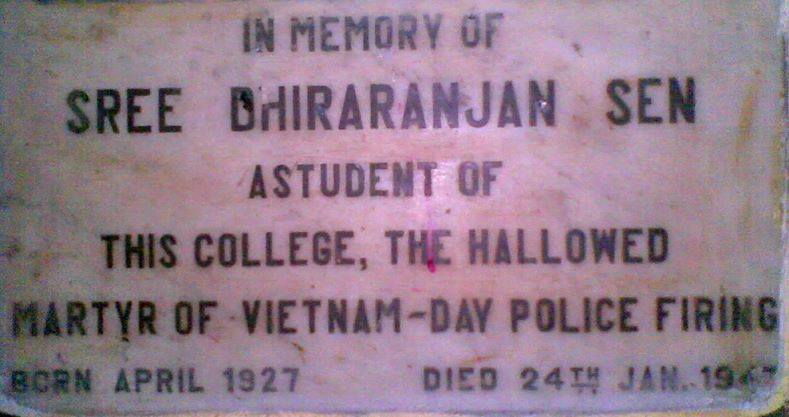
به یاد سری دیرارانجان سن

سیاست دانشجویی در این دانشگاه ریشه در سنت دارد و بسیاری از دانشجویان دانشگاه در مبارزات آزادی هند شرکت کردند. جنبشهای ضد انگلیسی با برنامه‌های فدراسیون دانشجویان استانی بنگال (BPSF) به اجرا درآمد، سیاست شاخهٔ بنگال فدراسیون دانشجویان هند در آغاز معطوف به استقلال هند بود. در سال ۱۹۴۷، سِری دیرارانجان سِن، یکی از دانشجویان این کالج با شلیک پلیس در یک «روز ویتنام» درگذشت. انجمن دانشجویان ویتنام در جلسهٔ هانوی خود قطعنامه‌ای را به یاد سِن در مارس ۱۹۴۷ تصویب کرد.
سیاست دانشجویی بسیار تحت تأثیر تجزیهٔ بنگال و شورشهای جمعی در طی تجزیهٔ هند و پس از آن قرار گرفت. بین سالهای ۱۹۴۶ و ۱۹۵۲، پزشکان کالج طرفدار هماهنگی عمومی بودند و در اردگاه‌های پناهندگان برای رسیدن به این هدف به سختی کار می‌کردند. در طی سال ۱۹۵۲، دانشجویان سابق دانشکده، از جمله بیدان چاندرا رُی که دومین وزیر ارشد بنگال غربی شد، خانهٔ بهداشت دانشجویان را برای رفاه دانشجویان تأسیس کردند.
از دههٔ ۱۹۵۰ تا ۱۹۷۰، این دانشکده به مرکز سیاست چپ و چپ افراطی تبدیل شد. سیاست دانشجویی بسیار تحت تأثیر قیام ناکسالبری در آغاز دههٔ ۱۹۷۰ بود.

## کتابشناسی
- دیوید آرنولد، استعمار بدن: پزشکی دولتی و بیماری‌های همه گیر در قرن نوزدهم هند، دهلی، ۱۹۹۳
- کالج پزشکی کلکته، صدمین سالگرد کالج پزشکی، بنگال، ۱۸۳۵–۱۹۳۴. کلکته، ۱۹۳۵
- Das, Anirban; Sen, Samita (2011). "A history of the Calcutta Medical College and Hospital, 1835–1936".  In Dasgupta, Uma (ed.). Science and Modern India: An Institutional History, C. 1784–1947. Pearson Education India. pp. 477–522. ISBN 978-81-317-2818-5.  Das, Anirban; Sen, Samita (2011). "A history of the Calcutta Medical College and Hospital, 1835–1936".  In Dasgupta, Uma (ed.). Science and Modern India: An Institutional History, C. 1784–1947. Pearson Education India. pp. 477–522. ISBN 978-81-317-2818-5.  Das, Anirban; Sen, Samita (2011). "A history of the Calcutta Medical College and Hospital, 1835–1936".  In Dasgupta, Uma (ed.). Science and Modern India: An Institutional History, C. 1784–1947. Pearson Education India. pp. 477–522. ISBN 978-81-317-2818-5.
- پونام بالا، امپریالیسم و پزشکی در بنگال: چشم‌انداز تاریخی-اجتماعی، دهلی نو، ۱۹۹۱
- Sen, SN، آموزش علمی و فنی در هند ۱۷۸۱–۱۹۰۰، آکادمی ملی علوم هند، ۱۹۹۱

</nowiki>
</nowiki>
</nowiki>
</nowiki>